# Mónica Briones
Briones  Puccio est un nom espagnol. Le premier nom de famille, en général paternel, est Briones ; le second, en général maternel, souvent omis, est Puccio.
Mónica Angélica Briones Puccio (Santiago, 7 juillet 1950 – ibíd., 9 juillet 1984) est une peintre et sculptrice chilienne. Son meurtre en pleine dictature militaire est considéré comme le premier cas documenté d'un crime de haine lesbophobe au Chili, et a motivé la formation du premier groupement lesbien du pays, Colectiva Lésbica Ayuquelén, et l'utilisation depuis 2015 de la date du 9 juillet pour commémorer la journée de la visibilité lesbienne.

## Biographie
Fille d'un artisan et d'une couturière, Briones étudie à la fin des années 1960 à la Faculté d'Arts de l'Université du Chili, où elle a pour professeur l'artiste plastique Nemesio Antúnez. Elle gagne un concours de peinture sur la colline Santa Lucia, qui consiste à peindre pendant plus de 72 heures en continu. Elle a l'habitude de vendre ses œuvres dans le parque forestal. Elle est lesbienne et ne le cache pas.

## Meurtre
Au matin du 9 juillet 1984, après être sorties du bar Jaque Mate dans la commune de Santiago, Mónica Briones et son amie Gloria du Villar attendent leur bus près de Plaza Italia lorsqu'elles sont abordées par un « homme grand, blond, aux yeux verts, de coupe de cheveux et d'apparence militaire ». Ce dernier attrape Briones par le cou, la pousse, et la frappe alors qu'elle est au sol, tout en l'insultant et en faisant référence à son lesbianisme. Les coups sont si violents qu'il lui brise le crâne. Gloria fuit pour demander de l''aide, en état de choc, alors que l'agresseur s'enfuit,.
D'après le rapport de police, sa mort se serait produite vers 6h 20 le matin du samedi 9 juillet, « après que la victime ait été écrasée par un véhicule qui s'est enfui ». L'autopsie du service médico-légal, réalisée sous la responsabilité du thanatologue América González Figueroa, conclut à un accident automobile qui a provoqué un « traumatisme crânien ».
Son corps est veillé dans la chapelle Nazareno de Providencia. Elle est incinérée, et ses cendres sont dispersées sur la plage d'Horcón.

## Enquête judiciaire
L'enquête sur la mort de Mónica Briones s'ouvre en 1985, lorsque son père porte plainte pour  quasi-délit d'homicide. L'avocat Alfredo Etcheberry, qui représente la famille ad honorem, interroge tous les contacts que Mónica Briones avait annotés dans un agenda qu'elle avait sur elle au moment de son décès, agenda qu'il n'a pu récupérer qu'au début des années 1990. Une des hypothèses de l'enquête est que l'assassinat de Mónica Briones a été commandité car elle aurait été dans une relation sentimentale avec une femme, Nataly, qui était mariée à un agent de la police politique CNI Central Nacional de Informaciones,. Mónica Briones avait également confié à des amis proches qu'elle se sentait suivie. 
L'enquête reste ouverte pendant près de 10 ans, et est fermée définitivement en septembre 1995, malgré les tentatives d'Etcheberry pour continuer les recherches. La cour déclare qu'« il n'existe pas d'éléments suffisants pour accuser une personne particulière comme auteur, complice ou personne qui couvre l'auteur ».

## Répercussions
Après son meurtre brutal, Mónica Briones se transforme en source d'inspiration pour la lutte pour les droits des lesbiennes. Son histoire inspire divers reportages télévisuels, une chronique écrite par Pedro Lemebel, des œuvres de théâtre ainsi qu'un film, Enigma, réalisé par Ignacio Juricic, qui met l'accent sur ce qui se passe après sa mort,,.
C'est après son assassinat qu'est créée l'organisation Colectiva Lésbica Ayuquelén, premier groupe de femmes lesbiennes qui s'unissent pour lutter pour leurs droits et pour que la mort de Briones soit reconnu comme le premier crime lesbophobe au Chili. Le collectif existe pendant 15 ans.
Chaque 9 juillet, date de son assassinat, le Chili commémore la journée de la visibilité lesbienne. En 2019, les groupements lesboféministes  sollicitent formellement au Conseil de Monuments Nationaux l'installation d'un mémorial à l'endroit où elle a été assassinée, à l'intersection des rues Merced et Irene Morales de Santiago, « en mémoire de toutes les femmes lesbiennes agressées, violentées ou assassinées pour leur orientation sexuelle et/ou leur identité de genre»,.